# Adieu l'arche
Pour plus de détails, voir Fiche technique et Distribution.
Adieu l'arche (さらば箱舟, Saraba hakobune) est un film japonais réalisé par Shūji Terayama, sorti en 1984.

## Synopsis
Un village surréaliste et isolé voit ses habitants abandonner progressivement leurs traditions et superstitions mutuelles en partant pour la ville. Parmi eux, deux cousins qui s’aiment et qui se disputent avec d’autres villageois.

## Fiche technique
- Titre original : さらば箱舟 (Saraba hakobune?)
- Titre français : Adieu l'arche[1]
- Titre anglais : Farewell to the Ark
- Réalisation : Shūji Terayama
- Scénario : Rio Kishida et Shūji Terayama d'après Gabriel García Márquez
- Photographie : Tatsuo Suzuki
- Montage : Sachiko Yamaji
- Musique : J. A. Seazer
- Pays d'origine :  Japon
- Langue originale : japonais
- Format : couleurs - 35 mm - mono
- Genre : fantasy, romance
- Durée : 127 minutes[2]
- Dates de sortie :
  - Japon : 8 septembre 1984[2]
  - France : mai 1985 (Festival de Cannes 1985)[1]

## Distribution
- Tsutomu Yamazaki : Sutekichi Tokito
- Mayumi Ogawa : Sue Tokito
- Yoshio Harada : Daisaki Tokito
- Yōko Takahashi : Temari
- Eisei Amamoto : le serrurier
- Renji Ishibashi : Yonetaro Tokito

## Distinctions
Sauf indication contraire, les informations mentionnées dans cette section peuvent être confirmées par la base de données cinématographiques IMDb,  présente dans la section « Liens externes ».

### Récompenses
- Festival international du film de Catalogne 1985 : prix du meilleur réalisateur pour Shūji Terayama et prix de la meilleure photographie pour Tatsuo Suzuki
- Japan Academy Prize 1985 : prix du meilleur acteur pour Tsutomu Yamazaki[3]
- Blue Ribbon Awards 1985 : prix du meilleur acteur pour Tsutomu Yamazaki[4]
- Prix Kinema Junpō 1985 : prix du meilleur acteur pour Tsutomu Yamazaki[5]
- Prix du film Mainichi 1985 : prix du meilleur acteur pour Tsutomu Yamazaki[6]

### Sélections
- Festival de Cannes 1985 : sélection en compétition officielle[1]
- Festival des trois continents 1985 : sélection en compétition officielle[7]